# Необережність (кримінальне право)
Необережність в кримінальному праві — це одна з форм вини, що характеризується легковажним розрахунком на запобігання шкідливих наслідків діяння особи, або відсутністю передбачення настання таких наслідків. Вперше необережність була виділена середньовічними італійськими вченими як одна з форм непрямого умислу.
Необережність зустрічається рідше, ніж умисел, проте за своїми наслідками необережні злочини (особливо пов'язані з використанням деяких видів техніки, атомної енергії і т. д.) можуть бути не менш небезпечними, ніж умисні. Необережність може бути двох видів: злочинна самовпевненість і злочинна недбалість.

## Злочинна легковажність
При злочинній легковажності винний передбачає можливість настання суспільно небезпечних наслідків (інтелектуальний момент схожий з непрямим умислом), не бажає їх настання, і без достатніх підстав самовпевнено розраховує на їх запобігання (вольовий момент). При цьому особа не розцінює свої дії як суспільно небезпечні, хоча й усвідомлює, що вони порушують певні правила обережності. Можливість настання наслідків при цьому розглядається як абстрактна, особа прагне їх не допустити, а його розрахунок на їх запобігання має під собою реальні, хоча й недостатні підстави, є самовпевненим.

## Злочинна недбалість
При злочинній недбалості винний не передбачає можливість настання суспільно небезпечних наслідків, хоча повинен був і міг їх передбачити. Особа може бути притягнута до відповідальності за такі дії, оскільки його вчинки пов'язані із зневажливим ставленням до закону, вимогам безпеки та інтересам інших осіб.
Недбалість включає в себе негативну (відсутність усвідомлення особою суспільної небезпеки діяння, непередбачення його наслідків) і позитивну (обов'язок виявляти належну пильність і запобігати заподіяння шкоди суспільним відносинам) ознаки. При встановленні позитивної ознаки недбалості необхідно брати до уваги об'єктивний і суб'єктивний критерій. Відповідно до першого з них, на особу повинен бути покладений правовий обов'язок вести себе з належною передбачливістю, заснованою на законі, посадовому статусі, професійних функціях винного, правилах співіснування і т. д. Крім того, повинна бути об'єктивна можливість розпізнати небезпечну ситуацію і запобігти її розвиток. Суб'єктивний критерій передбачає встановлення здатності конкретної особи з урахуванням її індивідуальних якостей запобігти розвитку небезпечної ситуації: це завдання має бути для нього здійсненним з точки зору його фізичних, інтелектуальних і соціальних якостей, а також особливостей психіки.
Злочинна недбалість зазвичай вважається в теорії кримінального права менш небезпечною формою вини, ніж злочинне легкодумство.